# Remee
Remee Sigvardt Jackman (født Mikkel Johan Imer Sigvardt den 8. november 1974 på Frederiksberg), eller bedre kendt under kunstnernavnet Remee, er dansk sangskriver og producer. Han har skrevet sange til internationale navne som EXO, BoA, Super Junior, Shinee, Girls Generation, Jamelia, Shayne Ward, Blue, Shaznay Lewis, Lexington Bridge, Monrose, Robyn, Beverley Knight, Corbin Bleu, Bianca Ryan, O-Town, Lee Ryan. Af danske kunstnere som Remee har skrevet til kan nævnes Lis Sørensen, S.O.A.P., Jokeren, Outlandish, C21, Safri Duo, Jon Nørgaard, L.I.G.A, og Bo Evers.
Han blev i starten og i midten af 1990'erne kendt som rapper i popgruppen Sound of Seduction og i Thomas Blachmans Grammy-vindende jazz- og hip-hop-projekt. I 1998 brød Remee igennem som producer for popduoen S.O.A.P., der med debutalbummet Not Like Other Girls blev en international succes. Ved den danske Grammy-uddeling blev gruppen hædret med to priser, ligesom Remee var nomineret til Årets producer. I 1999 skrev og co-producerede han "Let Love Be Love", sunget af Juice, S.O.A.P. og Christina Undhjem, samt Remee på rap. Nummeret er ifølge DR en af de mest spillede sange på dansk radio nogensinde.
Remee fik i 2003 et internationalt hit som sangskriver med nummeret "Superstar", der først blev udgivet af danske Christine Milton og senere britiske Jamelia, hvis version var den mest spillede sang i Storbritannien det år. Året efter udgav Remee og hans faste sangskriver-partner Thomas Troelsen albummet Fast Moving Consumer Goods under navnet Remee & The Midas Touch. Singlen "No. 1" blev valgt til Ugens Uundgåelige på P3. I 2004 stod Remee sammen med Nicolai og Rasmus Seebach bag tsunami-støttesangen "Hvor små vi er", der solgte mere end 260.000 eksemplarer. I 2007 skrev Remee og Troelsen sangen "Disappear" som den tyske popgruppe No Angels deltog i Eurovision Song Contest 2008 med. I 2008 modtog Remee en sangskriver-pris fra BMI for "Deal With It" sunget amerikanske Corbin Bleu.
Remee blev i 2008 kendt som den ene af tre dommere i talentkonkurrencen X Factor på DR1, hvor han var mentor for vinderen Martin. Han udgav efterfølgende albummet Show the World, som Remee var med til at skrive og producere. Show the World blev det næstmest sælgende album i 2008, med 91.000 solgte eksemplarer.
Remee har haft sange med i en række spillefilm bl.a. Dr. Dolittle 2, Nynne og Think Like a Man Too.

## Privatliv
Som 25-årig blev Remee far til datteren Emma Imani.
Remee har tidligere dannet par med Maria Leander (2001-2008), Michala Kjær (2009-2010) og Simona Popovic (2010-2014).
I slutningen af 2012 foretog Remee navneskift fra sit fødenavn Mikkel Johan Imer Sigvardt til Remee Sigvardt Jackman. Jackman var faderens efternavn, mens Sigvardt var adoptivfaderens navn.
Remee har siden 2014 været kæreste med modellen Mathilde Gøhler. Den 22. august 2015 blev parret forældre til datteren Kenya Veneda Gøhler Jackman. Den 11. november 2017, under sin fødselsdagsfest, friede Remee til Gøhler, hvilket hun sagde ja til.

## Liv og karriere

### 1974–1988: Opvækst
Remee blev født på Frederiksberg Hospital i 1974. Faren, Frank Jackman, var oprindeligt fra Guyana i Sydamerika men rejste i 1960'erne til Europa med en gruppe calypsomusikere. I Danmark mødte han Remees danske mor. Moderen var skizofren, og som blot seks måneder gammel blev Remee afleveret på en politistation. Efterfølgende blev Remee bortadopteret til Jette og Mogens Sigvardt (som var henholdsvis socialpædagog og reklamemand), der boede i Jersie Strand, hvor Remee voksede op med parrets to børn. Han gik i privatskole på Køge Lilleskole.

### 1988–1997: Tidlig musikkarriere, Sound of Seduction og Thomas Blachman
I 1989 fik Remee som 15-årig en pladekontrakt med danske Mega Records, ejet af Kjeld Wennick. I den forbindelse fik Remee også kontakt til Kenneth Bager, der drev COMA Records som et underselskab til Mega Records, og turnerede efterfølgende i Bagers techno-gruppe Dr. Baker som dj. Remee nåede dog aldrig at udgive plader med Dr. Baker, da han blev valgt fra før en stor verdensturné, fordi Kenneth Bager mente, at "han skulle passe på, det ikke gik for stærkt for ham."
I 1990 rappede han på How Do I's 12"-single "Knowing Me Knowing You", en cover-version af ABBA-klassikeren. For COMA Records skrev og fremførte Remee en rap på house- og technogruppen Mental Generation's debutsingle "Slam" fra 1991. I 1993 lagde han også rap til gruppens andensingle, "Cafe del Mar", der blev licenseret til adskille opsamlingsalbums.
I 1992 blev Remee sammen med Christina Groth og Marie Hect en del af dance-trioen Sound of Seduction dannet af executive producer Jesper Wennick. Gruppens debutalbum, Time Is Running Out, fra 1993 solgte knap 15.000 eksemplarer, mens efterfølgeren A Cozy Condition (1994) solgte op mod 30.000 eksemplarer godt hjulpet på vej af produceren Chief 1 og gjorde Remee til et af tidens store teenageidoler. Inden Sound of Seduction blev opløst i 1996, udsendte de deres tredje album Welcome to My World i 1995.
Sideløbende med Sound of Seduction blev Remee involveret i Thomas Blachmans fusionsprojekt, der blander jazz og hip-hop. Under konstellationen Blachman Thomas & The Supreme Beat Revolution optrådte rapperne Remee og Al Agami til en koncert på Copenhagen Jazzhouse i forbindelse med Jazzfestivalen i 1992. To år senere, i 1994, udkom debutalbummet The Style and Invention Album under navnet Blachman Thomas meets Al Agami & Remee. Albummet modtog samme år en Dansk Grammy for Årets danske jazzudgivelse. I 1997 udkom gruppens andet og sidste album, Four Corners of Cool.
Remee rappede på Caroline Hendersons sange "Made in Europe" og "Normalize", fra hendes syvdobbelte Grammy-vindende album Cinemataztic fra 1995. Et album der i øvrigt var produceret af Thomas Blachman og Kasper Winding.

### 1998–2002: S.O.A.P.-succesen
Remee var én af drivkræfterne bag den danske popduo S.O.A.P., der bestod af de malaysisk-fødte søstre Saseline og Heidi Sørensen. Sammen med barndomsvennen Holger Lagerfeldt skrev og producerede de debutalbummet Not Like Other Girls fra 1998, der blev hædret med to danske Grammy-priser året senere. Remee og Lagerfeldt blev yderligere nomineret til "Årets producer". "Stand By You" og "This Is How We Party" var store radiohits, og sidstnævnte blev et top-10 hit på hitlister verden over. "S.O.A.P. Is In The Air", der var én af singlerne fra duoens andet album Miracle, var den mest spillede sang på de danske radiostationer i år 2000.
I 1998 skrev og producerede Remee julesangen "Let Love Be Love", der blev fremført af Juice, S.O.A.P., Christina Undhjem og Remee selv. Sangen var skrevet til Remees datter som et råd til hende i livet. "Let Love Be Love var ifølge Koda den anden mest spillede julesang på dansk radio i perioden 2008-2012.
I 1999 sang Remee sammen med mange andre danske kunstnere til fordel for Kosovo på sangen "Selv en dråbe".
Remee producerede Karen Mukupas debutalbum fra 2000, Mukupas Law, ligesom han lagde rapvokal til sangene "Whatever U Want" og "They Can't Touch Me". Albummet solgte 9.000 eksemplarer.
I 2001 udgav Remee singlen "Fly With Me" sammen med den græske sanger Antonis Remos, der er et remix af Remos' sang "Μείνε" fra 1999.
Den 18. februar 2008 fortalte Holger Lagerfeldt, at Remee uretmæssigt havde taget æren for S.O.A.P.-hittet "This Is How We Party". I en artikel citerede Ekstra Bladet et indlæg skrevet af Lagerfeldt på hjemmesiden Lydmaskinen, et debatforum for professionelle i musikbranchen. Lagerfeldt skrev i indlægget, at han ikke blot egenhændigt havde produceret This Is How We Party uden Remees involvering, men at Remee senere havde registreret samtlige sange hos KODA og dermed alene modtaget et forskudsbeløb og senere salgsindtægterne. Et beløb der efter Lagerfeldts udsagn var på flere millioner kroner for den platin-sælgende gruppes singler og albums.
Ifølge Remee var der blot tale om tvist omhandlende 160.000 kr., da de ikke kunne blive enige om fordelingen af rettighederne til albummet, hvorefter KODA havde indefrosset udbetalingen. Sidenhen udtalte Remee, at han havde udbetalt 80.000 kr. til Holger Lagerfeldt. Remee var herefter overbevist om, at de to havde en gensidig aftale og udtalte i Ekstra Bladets artikel, at han var ked af at blive hængt ud, men at det drejede sig om nogle personlige ting mellem ham og Holger Lagerfeldt.

### 2003–2007: International succes og samarbejde med Thomas Troelsen
Sammen med de to danske producere Cutfather og Joe Belmaati skrev han temasangen til Big Brother 2003, "Watching Me". Sangen blev fremført af den danske pigegruppe Rebel Angels, og Remee lagde også rapvokal til.
Remee var sammen med tv-værten Camilla Ottesen vært ved den første europæiske udgave af MGP, Junior Eurovision Song Contest, den 15. november 2003.
Sammen med Cutfather og Joe Belmaati skrev han i 2003 det platin-sælgende hit "Superstar" sunget af den danske sangerinde og tidligere Popstars-deltager Christine Milton og udgivet på BMG. Senere samme år valgte Cutfather & Joe at udgive sangen internationalt via EMI, denne gang sunget af den britiske sangerinde Jamelia i en næsten identisk udgave. Dette fik Metronome Productions, der stod bag Popstars, til at sagsøge Remee og Cutfather & Joe for brud på rettighederne til sangen, som, selskabet mente, tilhørte dem i forbindelse med udgivelsen af Christine Miltons oprindelige udgave. Den 18. august 2009 blev der indgået et forlig i sagen, om hvorvidt den skulle føres i en dansk eller engelsk domstol. Forliget betød, at sagen skulle føres ved Københavns Byret som et civilt søgsmål. Den 30. marts 2011 afgjorde Københavns Byret, at rettighederne til den instrumentale udgave af "Superstar" tilhører Metronome Productions.
For "Superstar" modtog Remee i 2004 en britisk Ivor Novello Award for "Most Performed Work", idet det var den mest spillede sang i Storbritannien i 2003.
Remee og kollegaen Thomas Troelsen udgav i 2004 albummet Fast Moving Consumer Goods på Universal under navnet Remee & The Midas Touch, hvorfra singlen "No. 1" blev et pænt radiohit bl.a. på P3. De har sidenhen arbejdet sammen på en lang række danske og internationale projekter.
I 2005 skrev Remee sammen med Nicolai Seebach og Rasmus Seebach en støttesang til fordel for ofrene for den tsunami der ramte Sydøstasien i 2004. Sangen, "Hvor små vi er", sang de sammen med adskillige danske sangere og skuespillere, heriblandt Burhan G, Jokeren, Paprika Steen og Nikolaj Lie Kaas. Singlen solgte over 260.000 eksemplarer (13 gange platin) og indsamlede mere end 3 mio. kr. til tsunamiofrene.
I 2007 skrev han sammen med Thomas Troelsen "Hot Summer" til den tyske Popstars-gruppe Monrose. Ellers har han også skrevet "Gravøl" til Jokeren feat. Niarn & L.O.C., "Real Man" til Lexington Bridge feat. Snoop Dogg og "Disappear" til No Angels (Tysklands bidrag til Eurovision Song Contest 2008).
Samme med den svenske producer-duo Ghost, bestående af Ulf Lindström og Johan Ekhé, har Remee skrevet flere hits, heriblandt "Popstar" til Jon, "Keep This Fire Burning" og "Don't Stop the Music" til svenske Robyn, og i 2005 modtog Darin en svensk Grammy for årets bedste sang for "Money for Nothing".
I 2007 var Remee dommer på fjerde og sidste sæson af TV 2's talentkonkurrence Scenen er din.

### 2008–2018:X Factorog RE:A:CH
I oktober 2008 modtog Remee en sangskriver-pris fra den amerikanske copyright-sammenslutning BMI for "Deal With It" fremført af den amerikanske High School Musical-stjerne Corbin Bleu, der var skrevet i samarbejde med Cutfather & Joe og Jay Sean.
Remee har fungeret som dommer i DR1's populære talentshow, X Factor (sammen med Lina Rafn og Thomas Blachman) i de to første sæsoner fra 2008 til 2009.
Han havde ansvaret for deltagerne i kategorien 15-24 i første sæson og stod således bag Martin's finalesejr. Således har han også fungeret som sangskriver på en stor del af sangene til Martin's debutalbum Show the World, der udkom på Sony BMG i 2008, ligesom Remee var executive producer på Basims debutalbum Alt det jeg ville have sagt.
I anden sæson bestyrede han kategorien med grupperne, heriblandt Alien Beat Club der endte på en 2. plads i finalen. De udsendte efterfølgende albummet Diversity, som Remee også stod bag.
Remee er blevet kritiseret for at have spillet en dobbeltrolle som dommer i 2009-udgaven af X Factor, idet han købte deltagernes internetdomænenavne uden deres samtykke og oprettede henvisninger til sit online-magasin Remee&Friends. Remee udtalte til Ekstra Bladet, at det blot var for at komme eventuelle domænehajer i forkøbet, så han ikke ville ende i den samme situation, som da et domæne til Basim blev opkøbt og derefter tilbudt Remee for 150.000 kr.
I tredje sæson af X Factor, der rullede over skærmen i januar og marts 2010, var Remee mentor for de unge solister under 25, heriblandt de tre finalister, Tine, Jesper og Anna. I det 5. liveshow blev både Jesper og Anna stemt i farezonen, og Remee forlod studiet i to minutter, inden han valgte at stemme Anna ud efter at have kaldt hende for den største sangerinde nogensinde i programmet. I finalen i Parken den 27. marts endte Jesper og Tine på henholdsvis 3. og 2. pladsen. Remee var desuden med til at skrive vindersangen, "My Dream", sammen med de to andre dommere, Soulshock og Pernille Rosendahl, som Thomas vandt med.
Sammen med producer Chief 1 startede han i 2012 pladeselskabet RE:A:CH. Selskabet blev oprettet efter de sammen med Isam B skrev "Should've Known Better" til sangerinden Soluna Samay. Sangen vandt Dansk Melodi Grand Prix 2012 og blev efterfølgende nummer 23 ved Eurovision Song Contest 2012. RE:A:CH's første udgivelse var Soluna Samays selvbetitlede debutalbum, der udkom i juni 2013. Selskabet har yderligere stået bag pop-trioen L.I.G.A og sangeren Bo Evers, som Remee også har skrevet sange til. Remee har også skrevet sangen Rule The World til Mads Langer[kilde mangler] Remee er blevet den vindende dommer fire gange i X Factor først Med Martin Hoberg Hedegaard i Sæson 1, Emilie Esther i Sæson 8, Embrace i Sæson 9, og Mørten Nørgaard i Sæson 10.

## Diskografi
som Sound of Seduction
- 1993: Time Is Running Out
- 1994: A Cozy Condition
- 1995: Welcome to My World

som Blachman Thomas meets Al Agami & Remee
- 1994: The Style and Invention Album
- 1997: Four Corners of Cool

som Remee & The Midas Touch
- 2004: Fast Moving Consumer Goods